# Rivière Mouchalagane
La rivière Mouchalagane est un affluent du réservoir Manicouagan situé sur le territoire non-organisé de Rivière-Mouchalagane dans la MRC de Caniapiscau sur la Côte-Nord au Québec. 
La rivière prend sa source des lacs du Sommet et Itomamis, coule vers le sud sur une longueur de 132 km avec un dénivelé de 384 m. La rivière se jette sur le côté nord-ouest du réservoir. 